# Florbal MB
Florbal MB (podle sponzora také Předvýběr.CZ Florbal Mladá Boleslav) je mladoboleslavský florbalový klub. V současné podobě klub vznikl v roce 2003 sloučením oddílů FbK Mladá Boleslav, založeného v roce 1999, a Sokol Mladá Boleslav, založeného v roce 1998.

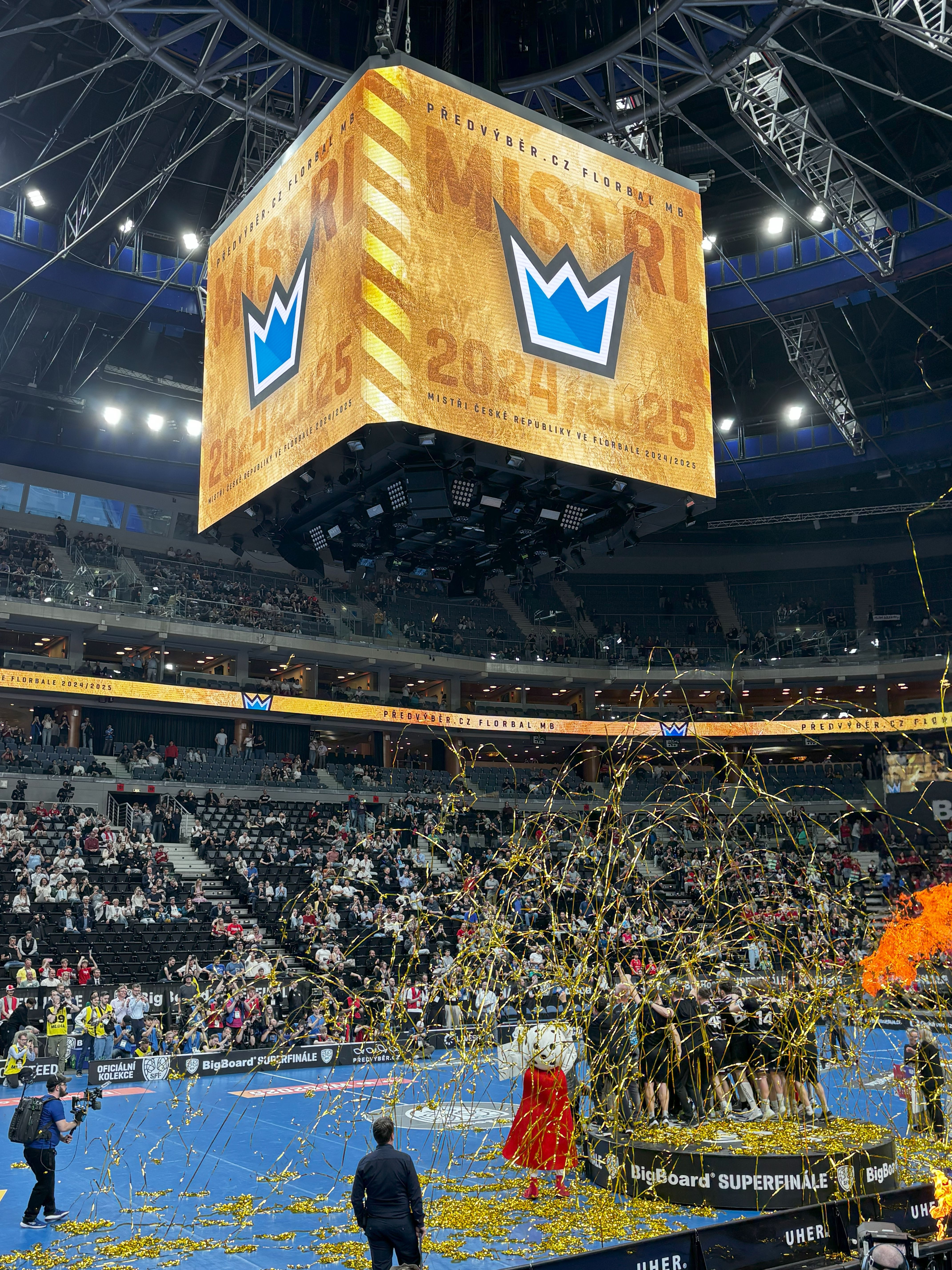
Mužský tým slaví mistrovský titul v sezóně 2024/2025

Tým mužů hraje Superligu florbalu nepřetržitě od sezóny 2004/2005, kdy postoupil z nižší soutěže. V sezóně 2017/2018 stal teprve čtvrtým mistrem Česka v historii, a prvním, který začínal v nižších soutěžích. V sezónách 2020/2021, 2021/2022 a 2024/2025 přidal další tři tituly. Je tak třetím nejúspěšnějším týmem Superligy po Tatranu Střešovice a 1. SC Vítkovice. Mimo to získal čtyři druhá místa v sezónách 2014/2015, 2016/2017, 2018/2019 a 2023/2024. V ročnících 2013/2014, 2014/2015, 2016/2017 a 2019/2020 tým získal čtyři Poháry Českého florbalu, společně s Vítkovicemi druhý nejvyšší počet po týmu Tatran Střešovice. V roce 2023 vybojovali první bronzovou medaili v Poháru mistrů a v roce 2025 jako třetí český tým i stříbro.

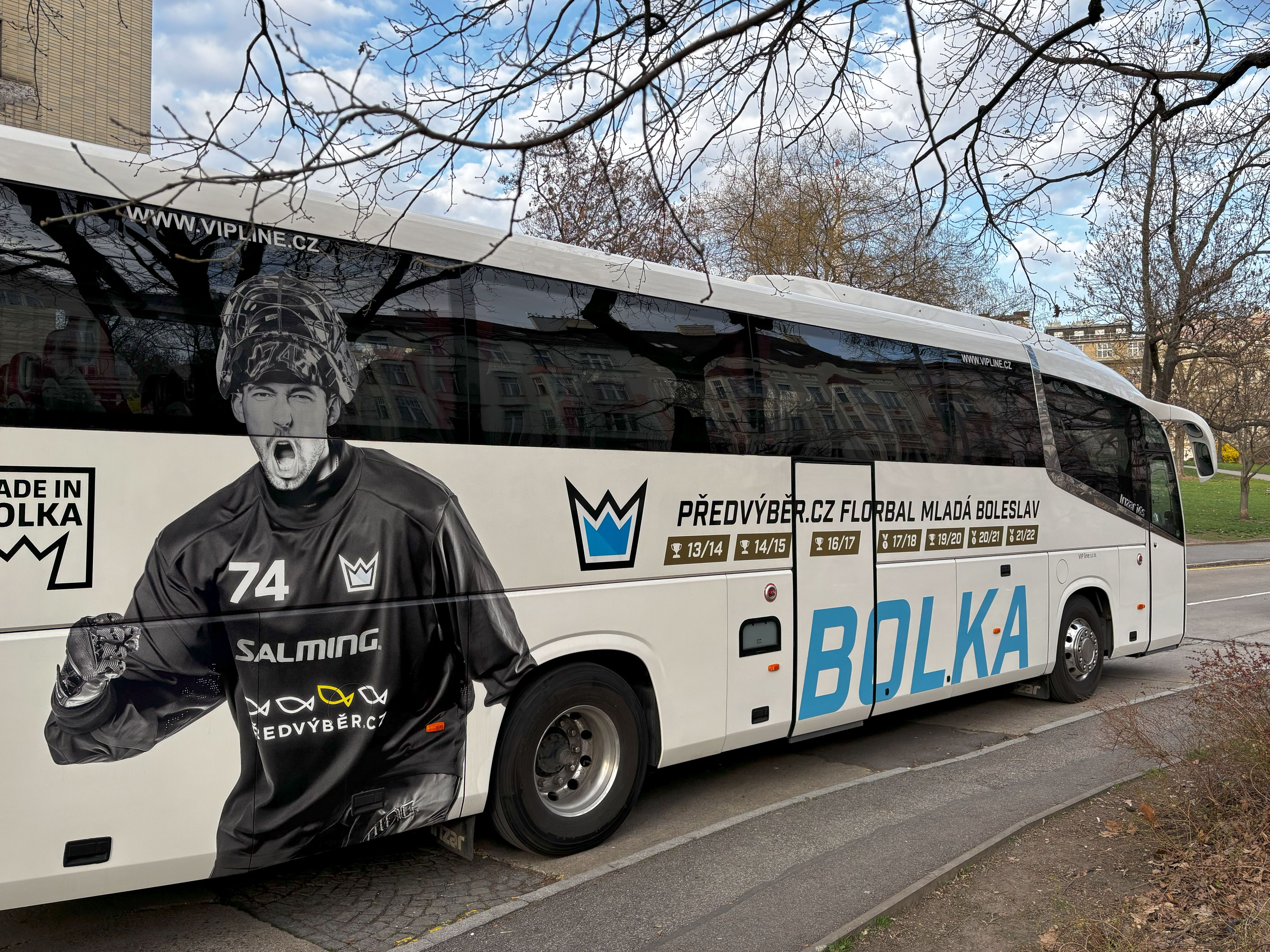
Klubový autobus

Oddíl spolupracuje v rámci Tréninkového centra mládeže Středočeského kraje s klubem Florbalová akademie MB a také s oddílem Orka.
Maskotem klubu je od play-off sezóny 2020/2021 veverka Štěpánka.

## Názvy klubu a sponzoři
Sloučením oddílů FbK Mladá Boleslav a Sokol Mladá Boleslav v roce 2003 vznikl FBK Sokol Mladá Boleslav. Tento název se používal až do sezóny 2009/2010. V této sezóně do názvu přibyl sponzor BILLY BOY. Od následující sezóny se jméno zjednodušilo na BILLY BOY Mladá Boleslav. Od ledna 2015 byla hlavním partnerem klubu firma Technology Group, přičemž se změnil název klubu na Technology Florbal Mladá Boleslav.
Od sezóny 2020/2021 se klub podle nového sponzora společnosti Předvýběr.CZ jmenuje Předvýběr.CZ Florbal Mladá Boleslav.

## Úspěchy
Liga
- 1. místo v letech: 2018, 2020 (bez udělení titulu kvůli předčasně ukončené sezoně), 2021, 2022, 2025
- 2. místo v letech: 2015, 2017, 2019, 2024
- 3. místo v letech: 2006, 2008, 2010, 2014, 2016, 2023

Další
- vítěz Poháru Českého florbalu v ročnících: 2013, 2014, 2016 a 2019
- 2. místo z Poháru mistrů: 2025
- 3. místo z Poháru mistrů: 2023
- vítěz Bohemia Trophy: 2018, 2019

## Mužský tým

### Sezóny

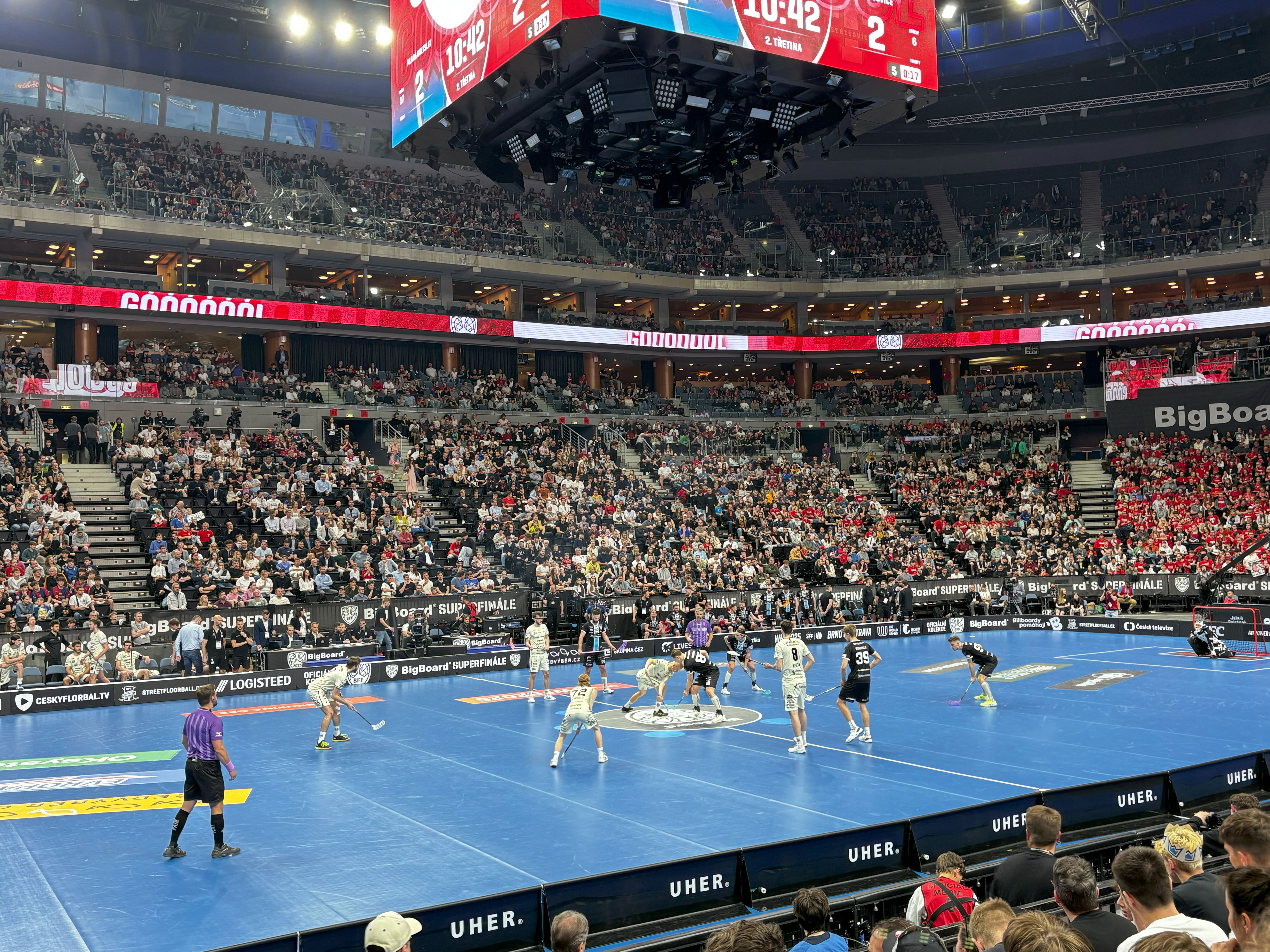
Mužský tým (v černém) v superfinále sezóny 2024/2025

| Sezóna                                             | Úroveň | Soutěž              | Umístění | Poznámka                                                                                           |
| -------------------------------------------------- | ------ | ------------------- | -------- | -------------------------------------------------------------------------------------------------- |
| Umístění FbK Mladá Boleslav:                       |        |                     |          | |
| 2001/2002                                          | 3      | 3. liga             |          | Postup do vyšší ligy                                                                               |
| 2002/2003                                          | 2      | 2. liga             | 7.       | [ 18 ]                                                                                             |
| Sloučení FbK Mladá Boleslav a Sokol Mladá Boleslav |        |                     |          | |
| 2003/2004                                          | 2      | 2. liga             | 1.       | Postup do vyšší ligy                                                                               |
| 2004/2005                                          | 1      | 1. liga             | 5.       | Vypadnutí ve čtvrtfinále play-off proti Bulldogs Brno                                              |
| 2005/2006                                          | 1      | Fortuna extraliga   | 3.       | Vypadnutí v semifinále play-off proti FBC SGB Pepino Ostrava                                       |
| 2006/2007                                          | 1      | Fortuna extraliga   | 4.       | Vypadnutí v semifinále play-off proti Tatran Střešovice                                            |
| 2007/2008                                          | 1      | Fortuna extraliga   | 3.       | Vypadnutí v semifinále play-off proti 1. SC SSK Vítkovice                                          |
| 2008/2009                                          | 1      | Fortuna extraliga   | 4.       | Vypadnutí v semifinále play-off proti 1. SC SSK WOOW Vítkovice                                     |
| 2009/2010                                          | 1      | Fortuna extraliga   | 3.       | Vypadnutí v semifinále play-off proti 1. SC WOOW Vítkovice                                         |
| 2010/2011                                          | 1      | Fortuna extraliga   | 5.       | Vypadnutí ve čtvrtfinále play-off proti TJ JM Chodov                                               |
| 2011/2012                                          | 1      | Fortuna extraliga   | 6.       | Vypadnutí ve čtvrtfinále play-off proti FBC ČPP Remedicum Ostrava                                  |
| 2012/2013                                          | 1      | AutoCont extraliga  | 4.       | Vypadnutí v semifinále play-off proti 1. SC WOOW Vítkovice                                         |
| 2013/2014                                          | 1      | AutoCont extraliga  | 3.       | Vypadnutí v semifinále play-off proti 1. SC WOOW Vítkovice                                         |
| 2014/2015                                          | 1      | AutoCont extraliga  | 2.       | Vicemistr po prohře ve finále play-off proti Tatran Omlux Střešovice                               |
| 2015/2016                                          | 1      | Tipsport Superliga  | 3.       | Vypadnutí v semifinále play-off proti 1. SC Vítkovice Oxdog                                        |
| 2016/2017                                          | 1      | Tipsport Superliga  | 2.       | Vicemistr po prohře ve finále play-off proti FAT PIPE Florbal Chodov                               |
| 2017/2018                                          | 1      | Tipsport Superliga  | 1.       | Mistr po vítězství ve finále play-off proti 1. SC TEMPISH Vítkovice                                |
| 2018/2019                                          | 1      | Tipsport Superliga  | 2.       | Vicemistr po prohře ve finále play-off proti 1. SC TEMPISH Vítkovice                               |
| 2019/2020                                          | 1      | Superliga florbalu  | 1.       | Sezóna ukončena po dvou vyhraných zápasech čtvrtfinále play-off proti TJ Sokol Královské Vinohrady |
| 2020/2021                                          | 1      | Livesport Superliga | 1.       | Mistr po vítězství ve finále play-off proti 1. SC TEMPISH Vítkovice                                |
| 2021/2022                                          | 1      | Livesport Superliga | 1.       | Mistr po vítězství ve finále play-off proti Tatran Střešovice                                      |
| 2022/2023                                          | 1      | Livesport Superliga | 3.       | Vypadnutí v semifinále play-off proti Tatran Střešovice                                            |
| 2023/2024                                          | 1      | Livesport Superliga | 2.       | Vicemistr po prohře ve finále play-off proti ESA logistika Tatran Střešovice                       |
| 2024/2025                                          | 1      | Livesport Superliga | 1.       | Mistr po vítězství ve finále play-off proti ESA logistika Tatran Střešovice                        |

### Trenéři týmu
Hlavním trenérem týmu je od sezóny 2023/2024 Joonas Naava. Dvaačtyřicetiletý Fin je současně asistentem trenéra české mužské reprezentace a byl sportovním ředitelem klubu EräViikingit.
Šéftrenérem je Petr Novotný, bývalý hlavní trenér v letech 2019 až 2023.

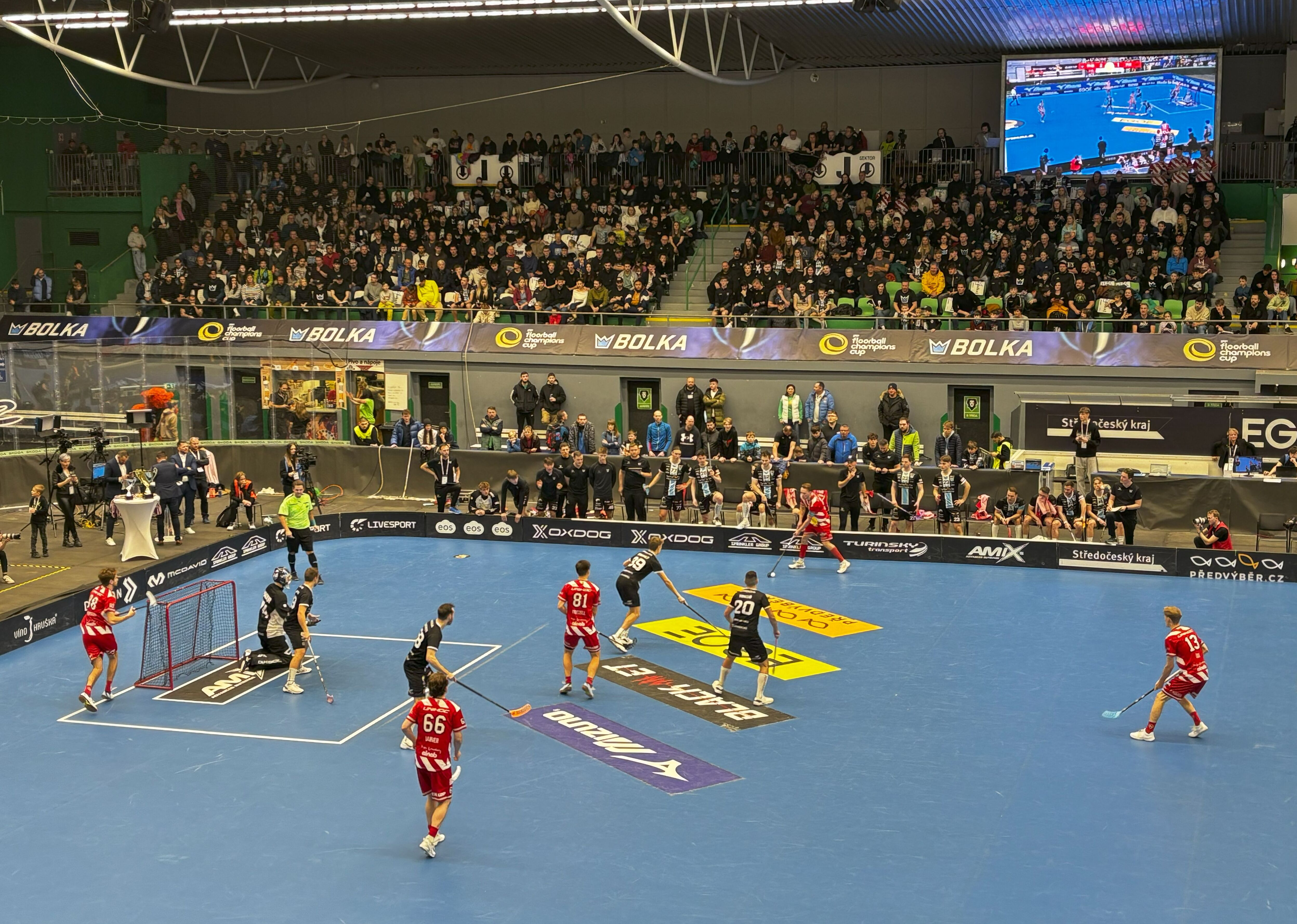
Mužský tým (v černém) v domácím finále Poháru mistrů 2025

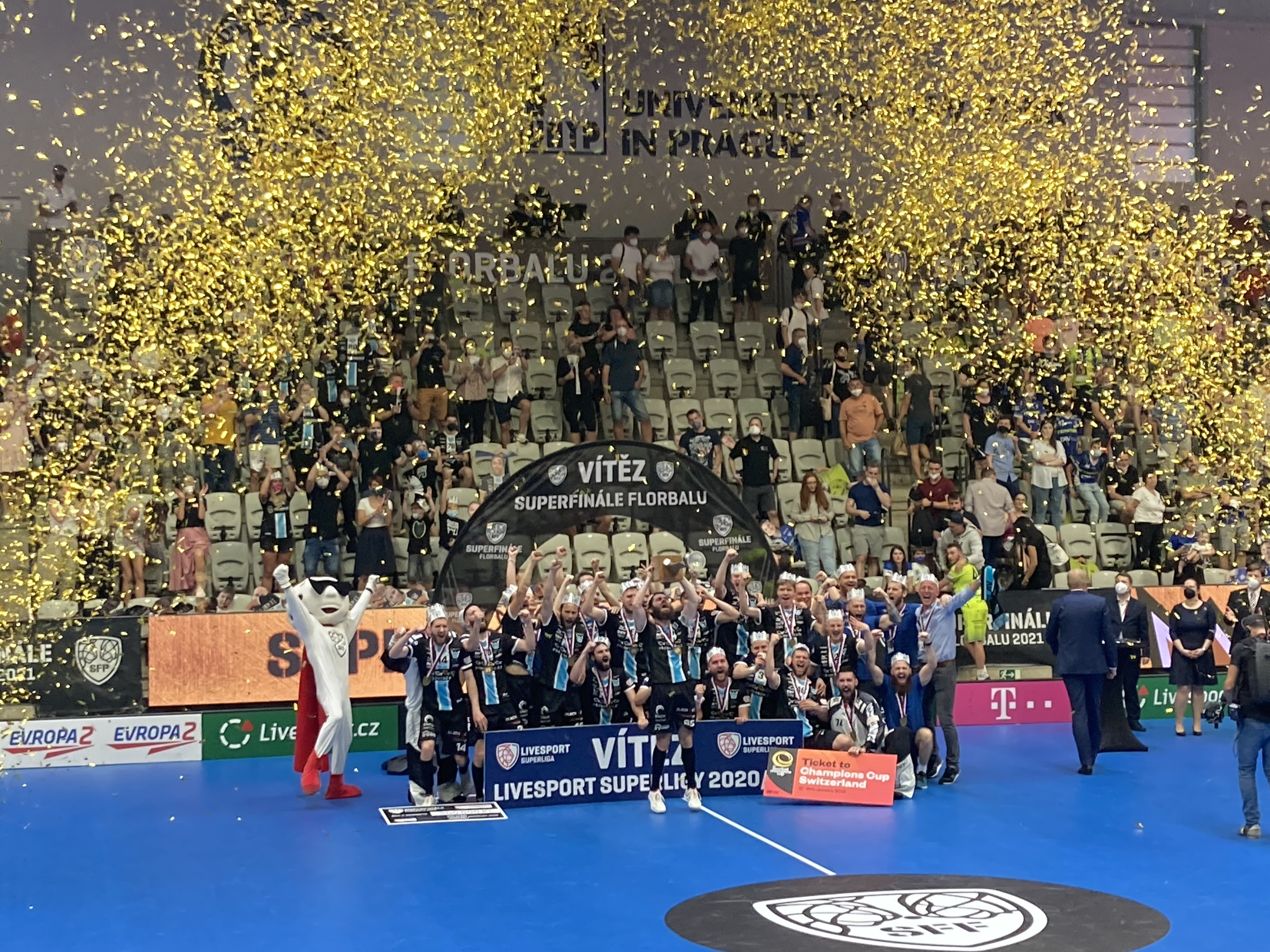
Mužský tým slaví mistrovský titul v sezóně 2020/2021

Další známí trenéři:
- Jan Zahalka (2014–2015)
- Jan Pazdera (2015–2019)

### Známí současní hráči
- Lukáš Bauer (2012–2014, 2016–)
- Jiří Besta (2023–)
- Adam Delong (2023–)
- Adam Hemerka (2021–2023, 2024–)
- Lukáš Punčochář (2021–)
- Patrik Suchánek (2019–)
- Martin Tokoš (2018–)
- Milan Tomašík (2017–)

### Známí bývalí hráči
- Jiří Bouška (2003?–2019)
- Jiří Curney (2013–2022)
- Jan Jelínek (2014–2019)
- Jan Natov (2015–2024)
- Petr Novotný (1999–2019)
- David Rytych (2014–2018)
- Štěpán Slaný (2007–2012)
- Daniel Šebek (2019–2024)

## Galerie

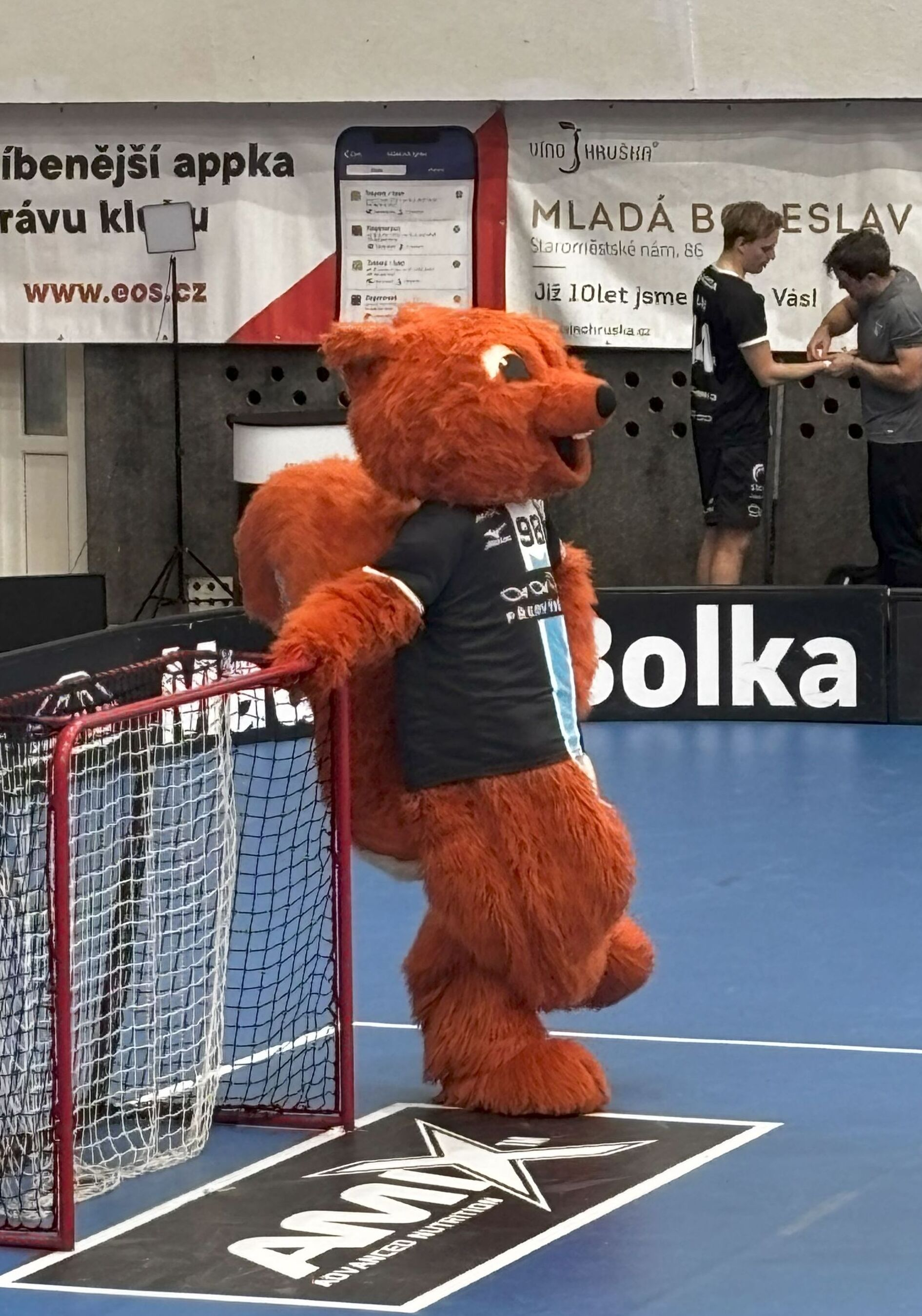
Klubový maskot veverka Štěpánka
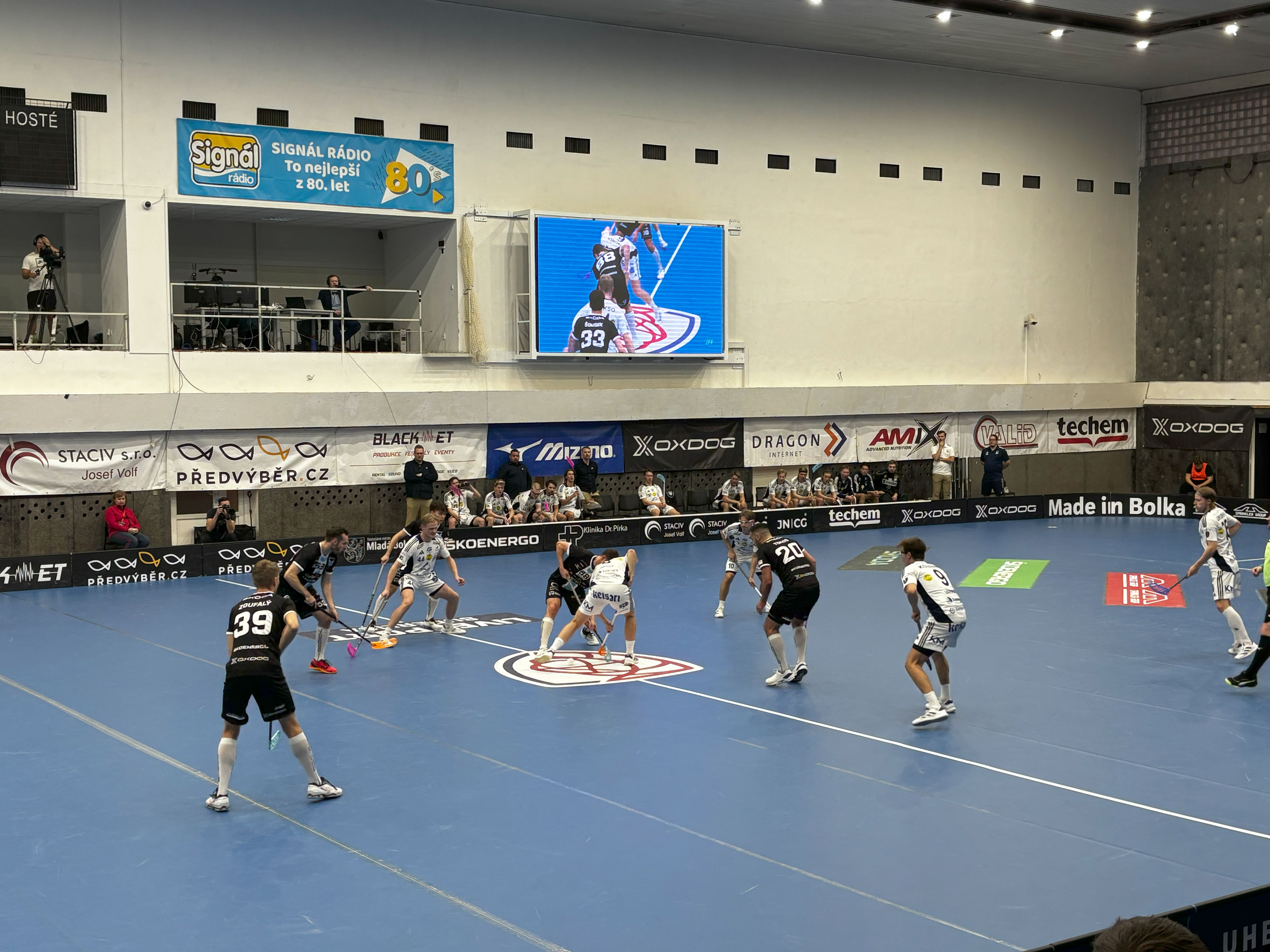
Mužský tým (v černém) v domácím semifinále Poháru Mistrů 2025
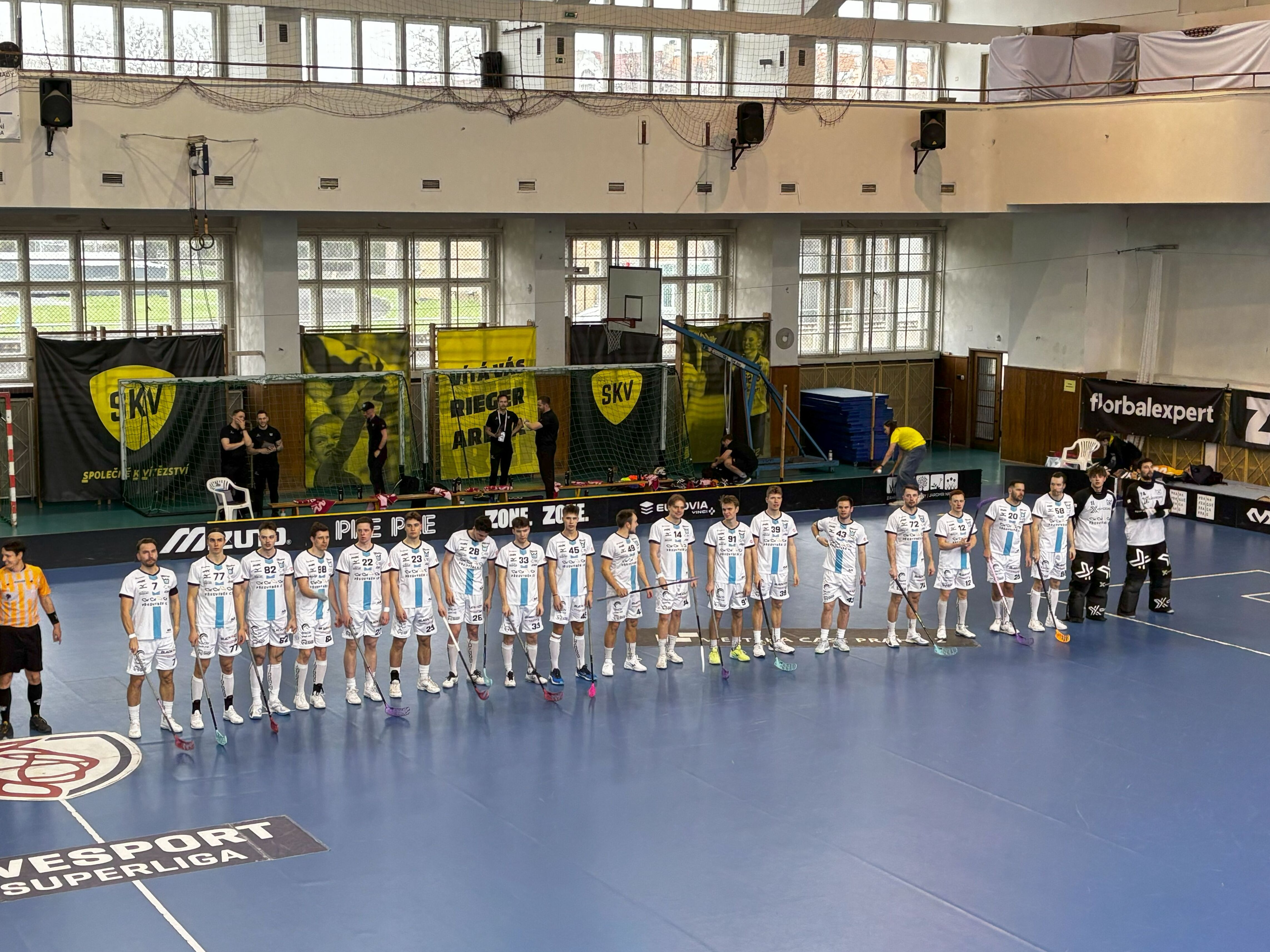
Mužský tým v bílých dresech v sezóně 2024/2025